# Цумпт, Фриц
Фриц Конрад Эрнст Цумпт (нем. Fritz Konrad Ernst Zumpt; 11 мая 1908 — 25 октября 1985) — немецкий энтомолог (диптеролог), работавший преимущественно на африканском континенте. Наиболее известен исследованиями двукрылых и взаимоотношений насекомых с африканскими млекопитающими, а также своими работами по миазам. Автор 321 научных публикаций.

## Биография
Родился в Германии 11 мая 1908 года. В 1927 году поступил в Берлинский университет имени Гумбольта, где в 1931 году получил степень доктора философии (PhD). В 1943 году стал сотрудником Тропического института в Гамбурге. Исследования проводил преимущественно Африке. Изучал жизненный цикл и разрабатывал методы контроля членистоногих, имеющих медико-ветеринарное значение: мухи цеце, клещей, клопов. Умер 25 октября 1985 года.